# Tom millionnaire
 (mars 2017).
Si vous disposez d'ouvrages ou d'articles de référence ou si vous connaissez des sites web de qualité traitant du thème abordé ici, merci de compléter l'article en donnant les références utiles à sa vérifiabilité et en les liant à la section « Notes et références ».
Pour plus de détails, voir Fiche technique et Distribution.
Tom millionnaire (The Million Dollar Cat) est le 14e court métrage d'animation de la série américaine Tom et Jerry réalisé par William Hanna et Joseph Barbera et sorti le 6 mai 1944.

## Synopsis
Jerry a du plaisir à chahuter Tom, qui vient d'hériter d'un million de dollars, à condition qu'il ne fasse de mal à personne, souris comprises.